# 270 TCN
270 TCN là một năm trong lịch La Mã.